# Marcelo Roascio
Marcelo Roascio es un guitarrista, productor, docente y pionero en la edición de libros con audio de instrucción para guitarra eléctrica en Argentina. Cuenta con dieciocho títulos editados, y su material se distribuye en Argentina, Chile y Uruguay a través de la firma Melos.

## Carrera
Marcelo Roascio lidera el grupo de rock instrumental Roascio RCM, habiendo editado los CD: "Espías" (Rigor Records.), "Dos de Tres" (Wensound S.R.L), “Todo en un Día” (Ava Records/Boosweet Records), “En el lugar justo” (Icarus/Boosweet Records) y "Uno mismo" (Pampa Records BA). Sus últimos trabajos fueron editados de forma digital a nivel mundial, y cuentan con invitados como Stuart Hamm (Satriani, Vai, Gambale), Walter Giardino (Rata Blanca), Vernon Neilly (USA), Doug Aldrich (USA) y Jennifer Batten (USA).
Asimismo, entre agosto del 2016 y diciembre de 2017 integró el trío Manal Javier Martínez, girando por distintos puntos del país, incluyendo los shows del Teatro Gran Rex junto a la banda “Vox Dei” (2016) y del Cosquín Rock (2017).
A lo largo de su carrera, Roascio ha participado de varios proyectos. En el ‘93 formó parte de la banda del guitarrista norteamericano Steve Lynch (Autograph). Durante 1999 integró “Noches de Guitarras Eléctricas” junto a Edelmiro Molinari (Almendra, Color Humano), Eduardo Rogatti (Baglietto, León Gieco) y Rodolfo García (Almendra, Aquelarre). En el 2001 toca junto al guitarrista/demostrador Marc “Coop” Cooper y comparte escenario con el blusero texano Tony Sarno, además de integrar zapadas junto a Machy Madco (bajista de Pappo’s Blues), Ricardo Soulé (Vox Dei), Juanse (Ratones Paranoicos), Gariel Carámbula (ex Fito Páez), Alambre González (Divididos), Gabriel Jolivet (Redonditos de Ricota, El Soldado), etc.
Integró la banda Dr.Rock con la cual grabó y produjo dos CD: "Yo Ya Oí" (ABD) 2001 y "Sigue la Noche" (Pattaya) 2005, este último con Pappo, Botafogo y Luis Robinson como invitados. También fue parte de Engranaje (1998) con Bocón Frascino (CD "Mi Hostilidad" – Muro Rds.), de Los Arcontes (1994) con Osvaldo Padrevechi (CD "Los Arcontes" – Metropolis Rds.), y de "Maccioco y Los de Goma" con Gabriel Maccioco (ex "Dúo Fantasía"), de "Menú Fijo", "Mendigo Jonas" y "Radio City".
En el 2007 se une a Carina Alfie, Daniel Telis y Diego Mizrahi para un espectáculo al estilo G3 llamado Guitar Show, el cual tuvo lugar en el teatro ND Ateneo de Capital Federal. Este evento se repitió con el mismo éxito en el 2008. Ese mismo año integró la banda que acompañó al bajista Stuart Hamm (Satriani, Vai, Gambale, etc.) en el Hartke Clinic Tour de Buenos Aires.
En el 2010, junto a Carina Alfie, los guitarristas Vernon Neilly y Bill Hudson (Circle II Circle, Trans Siberian Orchestra) de USA, realizó el show Guitarras On The Rocks en el Teatro Santa María de Cap. Federal. En el 2011 llevó el “Guitar Show” de gira al norte y al sur del país junto a su banda RCM y al guitarrista Vernon Neilly (USA). En el mismo año, coproduce para Warner Chappell y Jamesound S.A., junto al bajista Clavito Actis, el CD El Poder del Bajo es Gallien Krueger, con la participación de los bajistas Alejandro Medina, Willy Quiroga, Daniel Maza, Vitico, Gustavo Zavala (Tren Loco), Beto Ceriotti (Almafuerte), Nahuel Antuña (Vudú) y Edgardo Palotta (Javier Martínez).
Invitado por la banda Tren Loco, participó regularmente desde 2010 de los festivales “Metal para Todos”, apareciendo en el video oficial del 2012 (Metal para Todos V). En el 2014 tocó como invitado de la Gabe Treiyer Band & Steve Rothery de Marillion, de la banda “Sangre Caliente” (Metal para Todos 7), y de “Tren Loco” en el Teatro de Flores. Durante el año 2015 y nuevamente en el 2016, Roascio se encargó de abrir los shows de la banda Rata Blanca realizados en distintas localidades de Buenos Aires. También en el 2016 realizó un tour junto al guitarrista Vernon Neilly (Greg Howe, Kiko Loureiro), e integró la banda del bajista Stu Hamm (Satriani, Vai) realizando shows en Capital Federal. 
En enero de 2012, Marcelo Roascio fue invitado por “Fernandes Guitars” para realizar dos demos en el NAMM Show de Anaheim, California. Estando en EE.UU., Roascio realizó también una clínica junto a Vernon Neilly en la 32nd Street Magnet School/USC Mast. de Los Angeles, California.
En enero de 2014, el guitarrista volvió a tocar en el NAMM show de Anaheim, California (Estados Unidos), invitado por “Joyo Technology” y por “Hiwatt amps”, realizando varias demos. También tuvo la oportunidad de compartir una jam junto al guitarrista Elliott Easton (Steely Dan, Fame, Blues Brothers, Yoko Ono, columnista de Guitar Player, etc.).
Desde el 2015 al 2019, Roascio viaja anualmente a la ciudad de Shanghái (Rep. Popular China) para realizar shows en la feria Music China ,invitado por firmas como “Joyo Technology” y “Kirlin Cable” entre otras, transformándose en el primer guitarrista argentino de rock en participar de dicho evento.
En enero de 2016, el guitarrista participó nuevamente del NAMM show de Anaheim, California (Estados Unidos), realizando demos para “Kirlin Cable” y para “Joyo Technology”. Nuevamente en 2018, Roascio vuelve a tocar en el NAMM Show de EE.UU, y además integra la banda Wikkid Starr, tocando con ellos en el mítico “Whisky A Go Go”. También vuelve a realizar una clínica junto a Vernon Neilly en la 32nd Street Magnet School/USC Mast. de Los Angeles, California.   
Actualmente, Roascio es endorser internacional de guitarras Ernie Ball/Music Man (Estados Unidos) y Sterling by Music Man (Ind), equipos Orange (UK), cuerdas D'Addario (Estados Unidos),  pedales Valeton (CH) y cables Kirlin (CH), realizando habitualmente clínicas y shows a lo largo de todo el país. 
Como columnista, Roascio formó parte del personal de las revistas “Rocker” (1984), “El Musiquero” (’87 al ’92), “El Biombo” (’91 al ’99), “Músicos” (’92 al ’94), y el suplemento “El Rockero” (‘97) incluido en la colección CD Rock Nacional de la revista “Noticias”. Del ’96 al 2001 dirigió la revista “Music Shop”, del 2005 al 2007 colaboró en la revista española "Guitarra Actual", y del 2006 al 2009 dirigió la revista argentina "Guitarristas y Bajistas.ar". A partir del año 2002 realiza una consultoría en el website más visitado de Hispanoamérica: “El Rincón del Guitarrista” (www.guitarraonline.com.ar). 
Desde junio de 2009 hasta el 2011 fue el editor responsable de los cancioneros “Para Tocar” de la editorial Melos (ex Ricordi). A partir del 2010, Roascio comienza a dirigir la revista especializada “Todo Guitarra y Bajo”, de venta en kioscos de Argentina, Uruguay y Chile.
Roascio fue traductor e intérprete de clínicas realizadas por músicos como George Benson, Alphonso Johnson (Santana, Weather Report), Steve Lynch (Autograph), Heinz Affolter, Steve Morse (Deep Purple), Marty Friedman (Megadeth), Stuart Hamm (Joe Satriani, Steve Vai), John Patitucci (Chick Corea), Scott Wilkie & David Derge (Roland), John Maul (Roland), Nicko McBrain (Iron Maiden), Lee Oskar, Gregg Bissonette (D.L. Roth, Satriani, Vai), Freddy DeMarco (Vox/Epiphone), Steve McNally (Korg), Geoffrey Kanneth Gee, Michael D. Smith, Dr. Epiphone/Will Smith (Epiphone), Brian Gabriel (Vox), Tosin Abasi, Nita Strauss (Alice Cooper), Chris Adler (Lamb of God, Megadeth), Russell Allen (Symphony X, Adrenaline Mob), etc.
Asimismo tradujo los seminarios de sonido de AKG: Walter Rührig & Mario Siokola (1999) e Ing. Norbert Sobol (2000); de Sennheiser: Juergen Wahl (1999); de Shure: Christopher Lyons (2000); de Korg/Vox (2005); de Kurzweil (2008), y de Peavey (2009).